# Graeme Murty
Graeme Stuart Murty (ur. 13 listopada 1974 w Middlesbrough w hrabstwie Yorkshire) – szkocki trener i piłkarz grający na pozycji obrońcy, reprezentant Szkocji, w której rozegrał 4 spotkania.
Swoją karierę piłkarską Murty rozpoczął w roku 1991 w szkółce piłkarskiej klubu York City. Dwa lata później został włączony do pierwszego zespołu tej drużyny. W lipcu 1998 roku przeszedł do Reading, gdzie zadebiutował 13 lutego 1999 roku w zremisowanym 1:1 ligowym spotkaniu z Burnley FC. 23 marca 2001 roku w meczu z Bristol City strzelił swoją pierwszą bramkę dla swojego klubu. 6 stycznia 2009 roku został wypożyczony do Charltonu Athletic. Po rozegraniu ośmiu meczów w marcu powrócił do Reading. W czerwcu opuścił swój klub i stał się wolnym agentem.